# Lourdoueix-Saint-Pierre
Lourdoueix-Saint-Pierre é uma comuna francesa na região administrativa da Nova Aquitânia, no departamento de Creuse. Estende-se por uma área de 44,73 km². Em 2010 a comuna tinha 772 habitantes (densidade: 17,3 hab./km²).